# Lijst van voetbalinterlands Guatemala - Mexico
Deze lijst van voetbalinterlands is een overzicht van alle officiële voetbalwedstrijden tussen de nationale teams van Guatemala en Mexico. De Midden-Amerikaanse landen speelden tot op heden 29 keer tegen elkaar, te beginnen met een vriendschappelijke wedstrijd in San Salvador (El Salvador) op 28 maart 1935. Het laatste duel, eveneens een vriendschappelijke wedstrijd, vond plaats op 8 juni 2023 in Mazatlán.

## Wedstrijden
| №  | Plaats           | Datum            | Competitie                  | Wedstrijd          | Uitslag |
| -- | ---------------- | ---------------- | --------------------------- | ------------------ | ------- |
| 1  | San Salvador     | 28 maart 1935    | Vriendschappelijk           | Mexico – Guatemala | 5 – 1   |
| 2  | Guatemala-Stad   | 11 april 1965    | CONCACAF-kampioenschap 1965 | Guatemala – Mexico | 1 – 2   |
| 3  | Tegucigalpa      | 10 maart 1967    | CONCACAF-kampioenschap 1967 | Guatemala – Mexico | 1 – 0   |
| 4  | San José         | 2 december 1969  | CONCACAF-kampioenschap 1969 | Guatemala – Mexico | 1 – 0   |
| 5  | Port-au-Prince   | 30 november 1973 | WK 1974 kwalificatie        | Mexico – Guatemala | 0 – 0   |
| 6  | Mexico-Stad      | 19 oktober 1977  | WK 1978 kwalificatie        | Mexico – Guatemala | 2 – 1   |
| 7  | Guatemala-Stad   | 15 april 1980    | Vriendschappelijk           | Guatemala – Mexico | 2 – 4   |
| 8  | Toluca           | 29 april 1980    | Vriendschappelijk           | Mexico – Guatemala | 2 – 2   |
| 9  | Los Angeles      | 5 april 1983     | Vriendschappelijk           | Mexico – Guatemala | 2 – 0   |
| 10 | Los Angeles      | 21 februari 1989 | Vriendschappelijk           | Mexico – Guatemala | 2 – 1   |
| 11 | San Diego        | 14 januari 1996  | CONCACAF Gold Cup 1996      | Mexico – Guatemala | 1 – 0   |
| 12 | San Diego        | 19 januari 1996  | CONCACAF Gold Cup 1996      | Mexico – Guatemala | 1 – 0   |
| 13 | Fresno           | 19 februari 1997 | Vriendschappelijk           | Guatemala – Mexico | 1 – 1   |
| 14 | Los Angeles      | 18 november 1998 | Vriendschappelijk           | Mexico – Guatemala | 2 – 2   |
| 15 | Los Angeles      | 17 februari 2000 | CONCACAF Gold Cup 2000      | Guatemala – Mexico | 1 – 1   |
| 16 | Pasadena         | 21 januari 2002  | CONCACAF Gold Cup 2002      | Mexico – Guatemala | 3 – 1   |
| 17 | San Antonio      | 10 november 2004 | Vriendschappelijk           | Mexico – Guatemala | 2 – 0   |
| 18 | Guatemala-Stad   | 4 juni 2005      | WK 2006 kwalificatie        | Guatemala – Mexico | 0 – 2   |
| 19 | Los Angeles      | 10 juli 2005     | CONCACAF Gold Cup 2005      | Mexico – Guatemala | 4 – 0   |
| 20 | San Luis Potosí  | 8 oktober 2005   | WK 2006 kwalificatie        | Mexico – Guatemala | 5 – 2   |
| 21 | Los Angeles      | 17 oktober 2007  | Vriendschappelijk           | Mexico – Guatemala | 2 – 3   |
| 22 | San Diego        | 28 juni 2009     | Vriendschappelijk           | Mexico – Guatemala | 0 – 0   |
| 23 | East Rutherford  | 18 juni 2011     | CONCACAF Gold Cup 2011      | Mexico – Guatemala | 2 – 1   |
| 24 | Tuxtla Gutiérrez | 30 mei 2015      | Vriendschappelijk           | Mexico − Guatemala | 3 − 0   |
| 25 | Glendale         | 12 juli 2015     | CONCACAF Gold Cup 2015      | Guatemala − Mexico | 0 − 0   |
| 26 | Mexico-Stad      | 1 oktober 2020   | Vriendschappelijk           | Mexico − Guatemala | 3 − 0   |
| 27 | Dallas           | 14 juli 2021     | CONCACAF Gold Cup 2021      | Guatemala − Mexico | 0 − 3   |
| 28 | Orlando          | 27 april 2022    | Vriendschappelijk           | Mexico − Guatemala | 0 − 0   |
| 29 | Mazatlán         | 8 juni 2023      | Vriendschappelijk           | Mexico − Guatemala | 2 − 0   |

## Samenvatting
| Competitie        | Totaal gespeeld | Winst Guatemala | Gelijk | Winst Mexico | Doelsaldo Guatemala – Mexico |
| ----------------- | --------------- | --------------- | ------ | ------------ | ---------------------------- |
| WK-kwalificatie   | 4               | 0               | 1      | 3            | 3 − 9                        |
| CONCACAF Gold Cup | 11              | 2               | 2      | 7            | 6 − 17                       |
| Vriendschappelijk | 14              | 1               | 5      | 8            | 12 − 30                      |
| Totaal            | 29              | 3               | 8      | 18           | 21 − 56                      |

## Details

### Eerste ontmoeting
| Vriendschappelijk (San Salvador, El Salvador, 28 maart 1935):                                 |       |                       |
| Mexico                                                                                        | 5 – 1 | Guatemala             |
| Hilario López 1' Julio Lores 17' Hilario López 28' Luis García Cortina 32' Vicente García 39' | goals | 80' Arturo Mendizábal |

FNFG · A-internationals · Selecties · Guatemalteeks vrouwenelftal
1920 – 1949 ·
1950 – 1969 ·
1970 – 1979 ·
1980 – 1989 ·
1990 – 1999 ·
2000 – 2009 ·
2010 – 2019 ·
2020 − 2029
1921 · 
1922 · 
1923 · 
1923–1929 · 
1930 · 
1931–1934 · 
1935 · 
1935–1942 · 
1943 · 
1944 · 1945 · 
1946 · 
1947 · 
1948 · 
1949 · 
1950 · 
1941 · 1942 · 
1953 · 
1954 · 
1955 · 
1956 · 
1957 · 
1958 · 1959 · 
1960 · 
1961 · 1962 · 
1963 · 
1964 · 
1965 · 
1966 · 
1967 · 
1968 · 
1969 · 
1970 · 
1971 · 
1972 · 
1973 · 
1974 · 
1975 · 
1976 · 
1977 · 
1978 · 1979 · 
1980 · 
1981 · 1982 · 
1983 · 
1984 · 
1985 · 
1986 · 
1987 · 
1988 · 
1989 · 
1990 · 
1991 · 
1992 · 
1993 · 1994 · 
1995 · 
1996 · 
1997 · 
1998 · 
1999 · 
2000 · 
2001 · 
2002 · 
2003 · 
2004 · 
2005 · 
2006 · 
2007 · 
2008 · 
2009 · 
2010 · 
2011 · 
2012 · 
2013 · 
2014 ·
2015 ·
2016 ·
2017 ·
2018 ·
2019 ·
2020 ·
2021 ·
2022 ·
2023 ·
2024
Anguilla ·
Antigua en Barbuda ·
Argentinië ·
Armenië ·
Barbados ·
Belize ·
Bermuda ·
Bolivia ·
Brazilië ·
Britse Maagdeneilanden ·
Canada ·
Chili ·
Colombia ·
Costa Rica ·
Cuba ·
Curaçao ·
Dominica ·
Dominicaanse Republiek ·
Ecuador ·
El Salvador ·
Grenada ·
Guyana ·
Haïti ·
Honduras ·
IJsland ·
Iran ·
Israël ·
Jamaica ·
Japan ·
Mexico ·
Nederlandse Antillen ·
Nicaragua ·
Noorwegen ·
Panama ·
Paraguay ·
Peru ·
Polen ·
Puerto Rico ·
Qatar ·
Saint Lucia ·
Saint Vincent en de Grenadines ·
Slowakije ·
Sovjet-Unie ·
Suriname ·
Trinidad en Tobago ·
Uruguay ·
Venezuela ·
Verenigde Staten ·
Zuid-Afrika ·
Zuid-Korea
FMF · A-internationals · Selecties · Bondscoaches · Statistieken · Mexicaans vrouwenelftal · Olympisch elftal · Mexico U21 · Mexico U20 · Mexico U19 · Mexico U18 · Mexico U17
1920 – 1949 ·
1950 – 1969 ·
1970 – 1979 ·
1980 – 1989 ·
1990 – 1999 ·
2000 – 2009 ·
2010 – 2019 ·
2020 – 2029
Copa América 1993 ·
Copa América 1995 ·
Copa América 1997 ·
Copa América 1999 ·
Copa América 2001 ·
Copa América 2004 ·
Copa América 2007 ·
Copa América 2011 ·
Copa América 2015 · 
Copa América 2016
WK 1930 ·
WK 1950 ·
WK 1954 ·
WK 1958 ·
WK 1962 ·
WK 1966 ·
WK 1970 ·
WK 1978 ·
WK 1986 ·
WK 1994 ·
WK 1998 ·
WK 2002 ·
WK 2006 ·
WK 2010 ·
WK 2014 · 
WK 2018
OS 1928 ·
OS 1948 ·
OS 1964 ·
OS 1968 ·
OS 1972 ·
OS 1976 ·
OS 1992 ·
OS 1996 ·
OS 2004 ·
OS 2012 ·
OS 2016 ·
OS 2020
1923 ·
1924–1927 ·
1928 ·
1929 ·
1930 ·
1931–1933 ·
1934 ·
1935 ·
1936 ·
1937 ·
1938 ·
1939–1946 ·
1947 ·
1948 ·
1949 ·
1950 ·
1951 ·
1952 ·
1953 ·
1954 ·
1955 ·
1956 ·
1957 ·
1958 ·
1959 ·
1960 ·
1961 ·
1962 ·
1963 ·
1964 ·
1965 ·
1966 ·
1967 ·
1968 ·
1969 ·
1970 · 
1971 · 
1972 · 
1973 · 
1974 · 
1975 · 
1976 · 
1977 · 
1978 · 
1979 · 
1980 · 
1981 · 
1982 · 
1983 · 
1984 · 
1985 · 
1986 · 
1987 · 
1988 · 
1989 · 
1990 · 
1991 · 
1992 · 
1993 · 
1994 · 
1995 · 
1996 · 
1997 · 
1998 · 
1999 · 
2000 · 
2001 · 
2002 · 
2003 · 
2004 · 
2005 · 
2006 · 
2007 · 
2008 · 
2009 · 
2010 · 
2011 · 
2012 · 
2013 · 
2014 · 
2015 · 
2016 ·
2017 ·
2018 ·
2019 ·
2020 ·
2021 ·
2022 ·
2023
Albanië ·
Algerije ·
Angola ·
Argentinië ·
Australië ·
België ·
Belize ·
Bermuda ·
Bolivia ·
Bosnië en Herzegovina ·
Brazilië ·
Bulgarije ·
Canada ·
Chili ·
China ·
Colombia ·
Congo-Kinshasa ·
Costa Rica ·
Cuba ·
Curaçao ·
DDR ·
Denemarken ·
Dominica ·
Duitsland ·
Ecuador ·
Egypte ·
El Salvador ·
Engeland ·
Estland ·
Fiji ·
Finland ·
Frankrijk ·
Gambia ·
Ghana ·
Griekenland ·
Guatemala ·
Guyana ·
Haïti ·
Honduras ·
Hongarije ·
Ierland ·
IJsland ·
Irak ·
Iran ·
Israël ·
Italië ·
Ivoorkust ·
Jamaica ·
Japan ·
Joegoslavië ·
Kameroen ·
Kroatië ·
Liberia ·
Luxemburg ·
Marokko ·
Martinique ·
Nederland ·
Nederlandse Antillen ·
Nicaragua ·
Nieuw-Zeeland ·
Nigeria ·
Noord-Ierland ·
Noord-Korea ·
Noorwegen ·
Oekraïne ·
Oezbekistan ·
Panama ·
Paraguay ·
Peru ·
Polen ·
Portugal ·
Qatar ·
Roemenië ·
Rusland ·
Saint Kitts en Nevis ·
Saint Vincent en de Grenadines ·
Saoedi-Arabië ·
Schotland ·
Senegal ·
Servië ·
Slovenië ·
Slowakije ·
Sovjet-Unie ·
Spanje ·
Suriname ·
Trinidad en Tobago ·
Tsjechië ·
Tsjecho-Slowakije ·
Tunesië ·
Uruguay ·
Venezuela ·
Verenigde Staten ·
Wales ·
Wit-Rusland ·
Zuid-Afrika ·
Zuid-Korea ·
Zweden ·
Zwitserland
Angola (2006) ·
Argentinië (2006) ·
Brazilië (1999) ·
Brazilië (2014) ·
Brazilië (2018) ·
Duitsland (2018) ·
Frankrijk (2010) ·
Iran (2006) ·
Kameroen (2014) ·
Kroatië (2014) ·
Nederland (2014) ·
Portugal (2006) ·
Uruguay (2010) ·
Zuid-Afrika (2010) ·
Zuid-Korea (2018) ·
Zweden (2018)